# Critical Path Method
CPM, Critical Path Method, är en metod inom projektledning för att uppskatta den tid det tar för ett projekt att genomföras genom att finna den aktivitetsföljd där alla aktiviteter är beroende av den föregående utan något tidsglapp. Denna aktivitetsföljd kallas den kritiska linjen och aktiviteterna inom denna kräver extra uppmärksamhet för att projektets totala tidram skall hållas.